# Capys (Capoue)
Pour les articles homonymes, voir Capys.
Capys (grec Κάπυς) est le nom du fondateur mythique de la ville de Capoue en Campanie.

## Biographie
Il existe des traditions divergentes sur l'identité de ce Capys et sur l'origine du nom de Capoue. Selon l'une de ces traditions, il s'agirait d'un compagnon d'Énée qui l'avait accompagné jusqu'en Italie. Selon une autre tradition, le fondateur de Capoue ne s'appelait pas Capys, mais Rhomos – un des fils d'Énée – et ce dernier aurait donné à la ville un nom qui rappelait le nom de son propre arrière-grand-père (en effet, le père d'Anchise s'appelait Capys).
Enfin, il existait une tradition qui voulait que Capys, fondateur de Capoue, ne fût pas un Troyen, mais un Samnite.
L'étymologie du nom de Capoue pourrait venir, selon le témoignage de Servius, du nom étrusque du faucon.

## Tombeau
Selon Suétone, quelques mois avant l'assassinat de César le 15 Mars -44, des colons conduits à Capoue, en vertu de la lex Iulia, démolissaient des tombeaux très anciens pour construire leurs maisons, ils trouvèrent dans la sépulture supposée de Capys une tablette de bronze portant une inscription en caractère grec.   